# Saxicola rubicola
La tarabilla común (Saxicola rubicola) es una especie de ave paseriforme de la familia Muscicapidae propia de Europa y las regiones mediterráneas de África y Asia. Este ha sido un taxón controvertido que en el pasado se consideraba conespecífico de Saxicola torquatus.

## Descripción

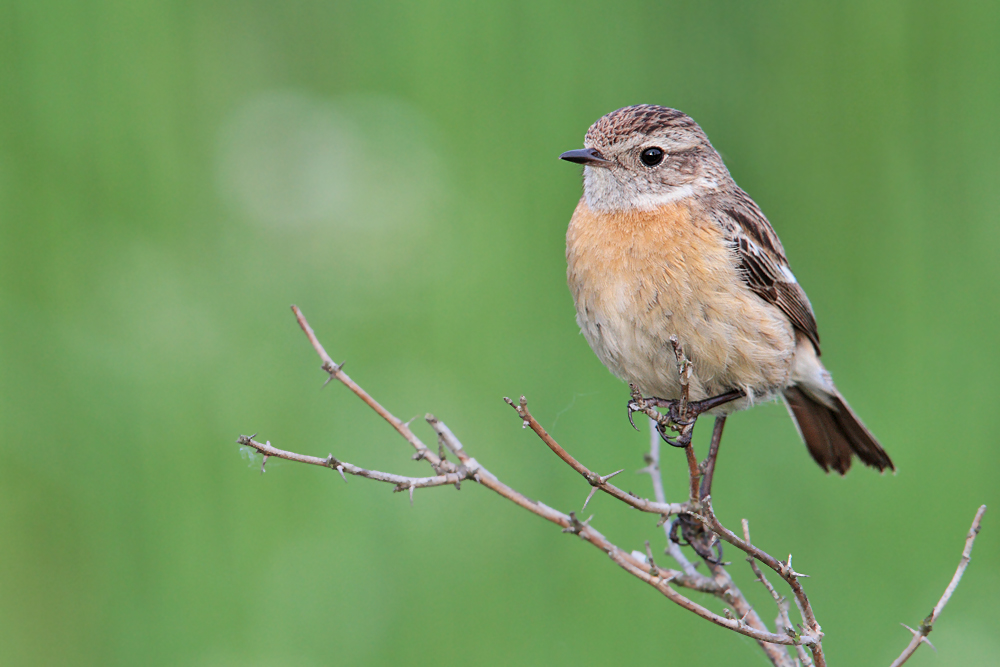
Hembra.

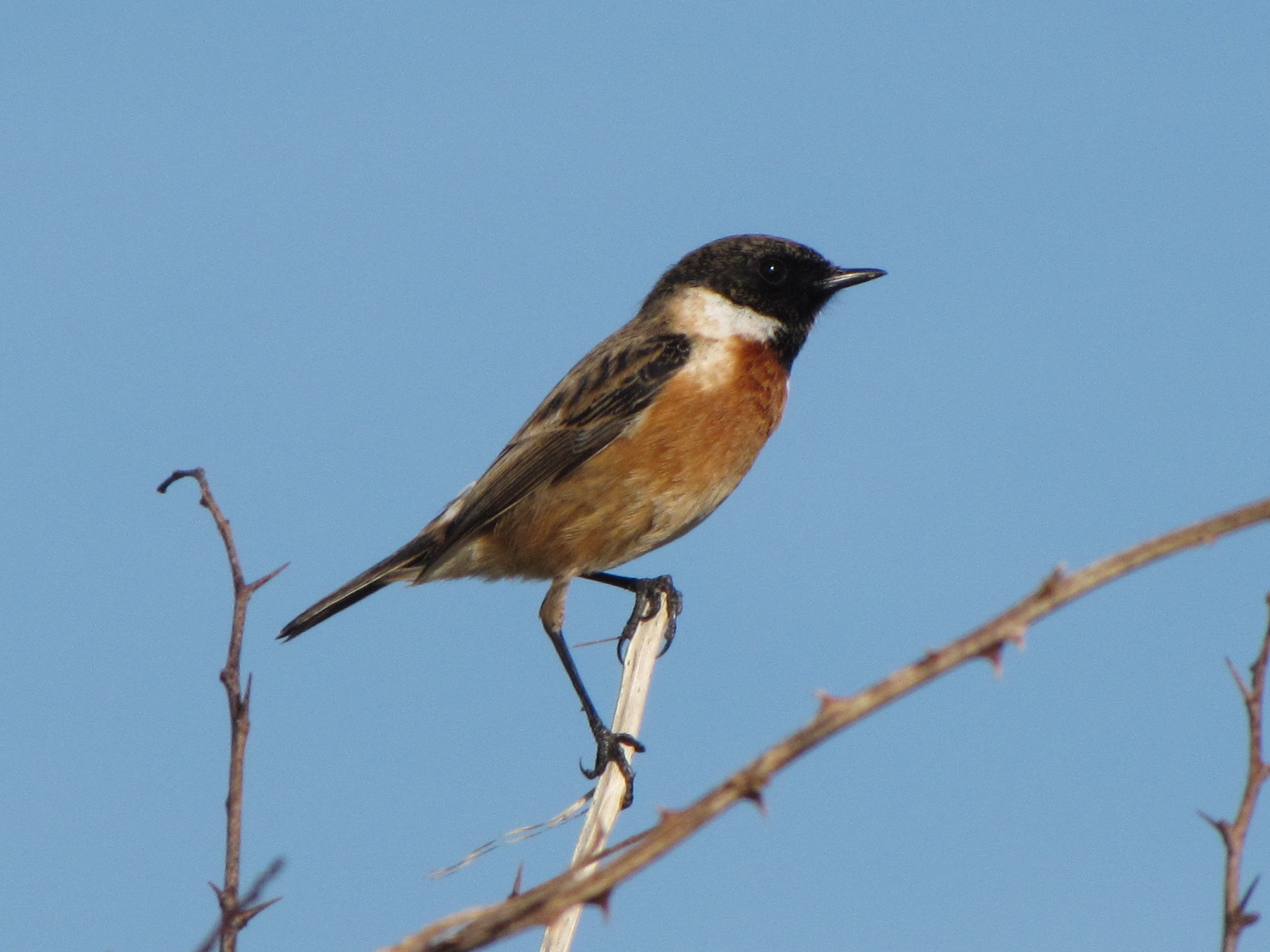
Macho.

La tarabilla europea es algo menor que el petirrojo europeo. Ambos sexos tienen las alas cortas, más cortas que las de la tarabilla siberiana (Saxicola maurus) y la  tarabilla norteña (Saxicola rubetra) que son más migratorias. En verano el macho tiene el dorso y la cabeza negros, la garganta y el pecho anaranjados, la barriga y el bajo vientre blancos. Tiene también parches blancos en los lados del cuello, un pequeño parche blanco en la escápula del ala y un muy pequeño parche blanco en la rabadilla, a menudo veteado con negro. La hembra tiene las partes dorsales y la cabeza de castaño más claro y sin parches blancos en el cuello, la rabadilla o la barriga, estas áreas son de castaño claro veteadas de castaño oscuro, el único color blanco es el del parche escapular en las alas e incluso a menudo éste es blanco-parduzco.

## Hábitat y distribución
La tarabilla europea cría en los brezales, dunas costeras y pastizales ásperos con pequeños arbustos y zarzas dispersos, espinos, hierbas altas o brezos abiertos. Son no migratorias o migrantes de corta distancia, con parte de la población que se mueve al sur para invernar más al sur en Europa, y más ampliamente en el norte de África y en el Medio Oriente hasta Irán.

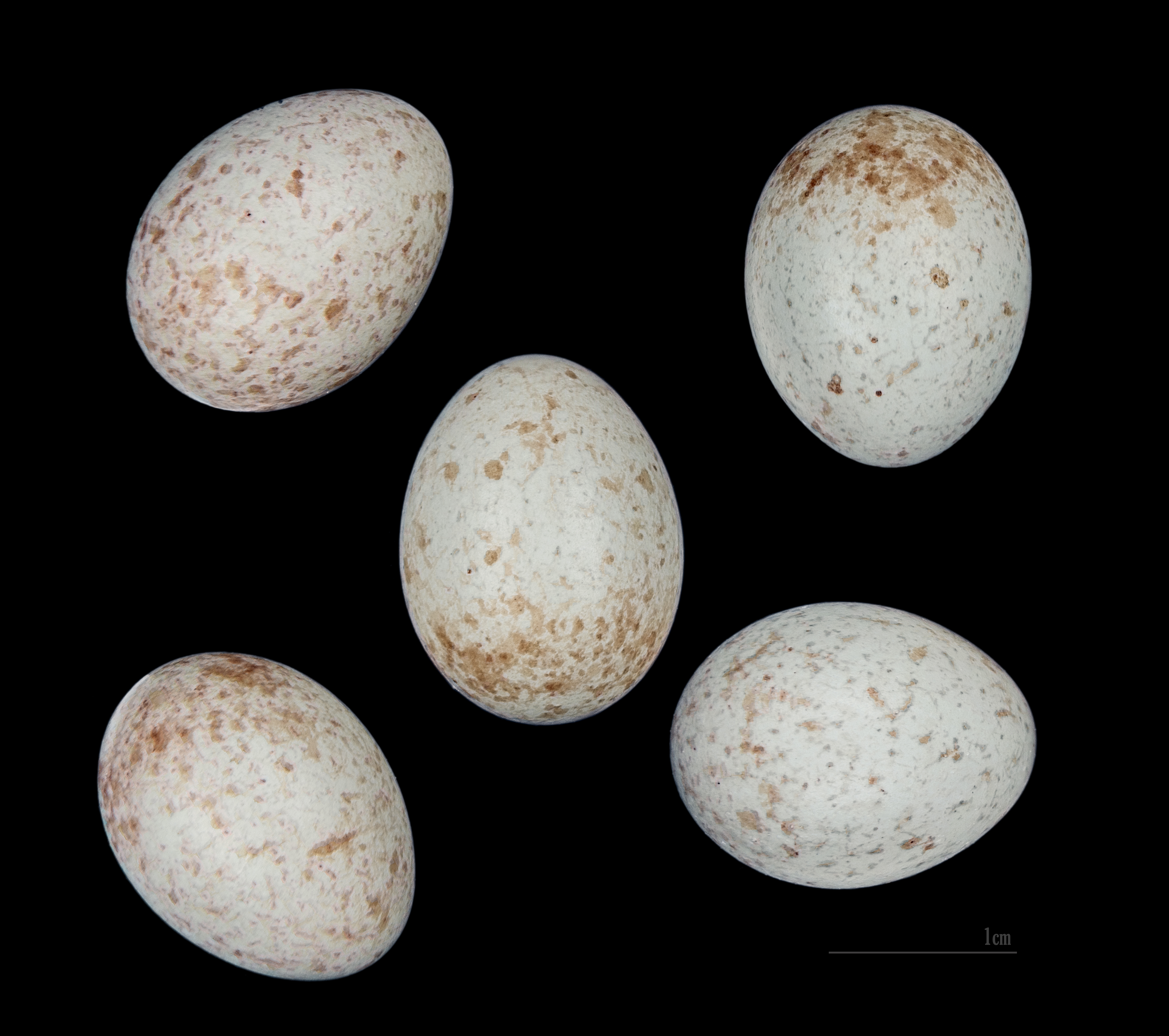
Huevos de Saxicola rubicola

## Vocalización
El macho tiene un reclamo chasqueante, como de piedras que se golpean entre sí, seguido de un silbido; un "tsack-tsack" - "uuiit" persistente. El canto es alto y gorjeante como el del acentor común (Prunella modularis).

## Taxonomía
La tarabilla común fue considerada conespecífica de la tarabilla africana (Saxicola torquatus), donde entonces se clasificaba un complejo que sería escinidido en varias especies. Según estudios filogenéticos, Saxicola torquatus así definido requería ser dividida en varias especies debido a que era parafilética respecto a las especies reconocidas S. tectes y  S. dacotiae, y por la diferenciación, aislamiento y divergencia genética entre sus subespecies. Entre las nuevas especies que se establecieron están Saxicola maurus y Saxicola rubicola.  2009.
Se aceptan dos subespecies de la tarabilla común:
- S. r. rubicola en la región mediterránea (sur y este de Europa, norte de África y Asia de Turquía hasta el Caucaso;
- S. r. hibernans presente principalmente en las áreas costeras atlánticas (islas británicas, oeste de Francia y Portugal.

Son muy similares y difícilmente diferenciables, pero el análisis de la huella genética (fingerprinting) de microsatélites de ADN nuclear revela algún grado de separación. Estas dos razas se solapan en Europa sudoccidental.
La tarabilla común tiene relación cercana con algunas especies, varias de las cuales son de aspecto muy similar:
- Saxicola maura, tarabilla siberiana
- Saxicola torquatus, tarabilla africana
- Saxicola tectes, tarabilla de Reunión
- Saxicola dacotiae, tarabilla canaria

En el pasado, éstas eran consideradas coespecíficas con la tarabilla europea, e incluso hasta recientemente ésta junto con las dos primeras han sido  agrupadas, en S. torquatus.  
Esta especie junto con las especies de tarabillas siberiana y canaria constituyen representantes occidentales y orientales de un linaje euroasiático del complejo de especies de Saxicola torquatus. Las poblaciones de Asia y Europa se separaron durante el Plioceno Tardío o el Pleistoceno Temprano, aproximadamente 1,5-2,5 millones de años atrás, y las Islas Canarias fueron colonizadas por aves del occidente de Europa desde el noroeste de África tarabilla canaria algo más tarde durante el Pleistoceno Temprano, cerca de 1-2 millones de años atrás.
La etimología del término Saxicola es latina, y significa «morador de rocas», procede de la combinación de las palabras saxum que en latín significa «roca» e incola que significa «quien habita en un lugar». Por su parte rubicola significa "«morador de zarzas»", del latín rubus, «zarza».

## Galería de imágenes

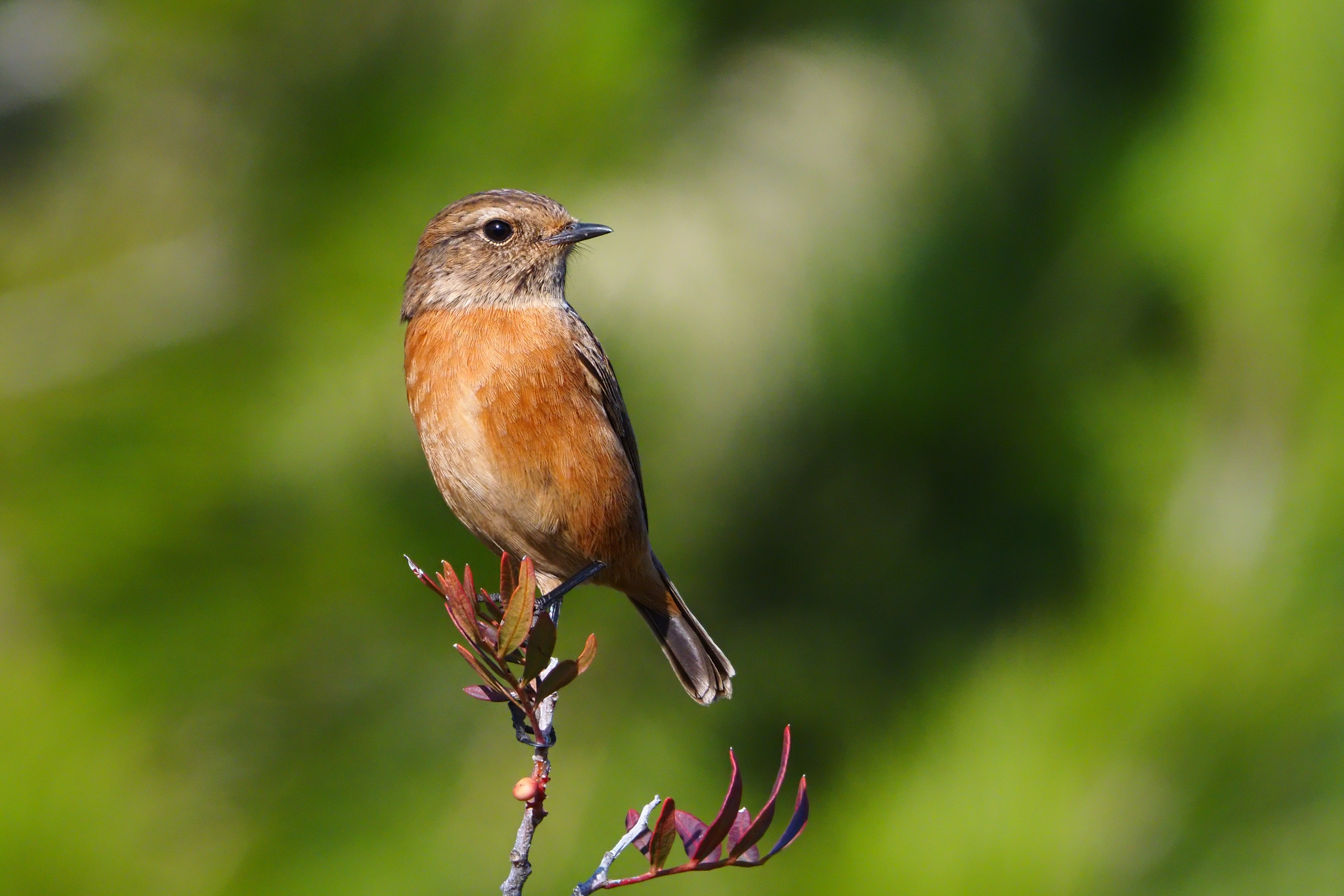
Saxicola rubicola (hembra)
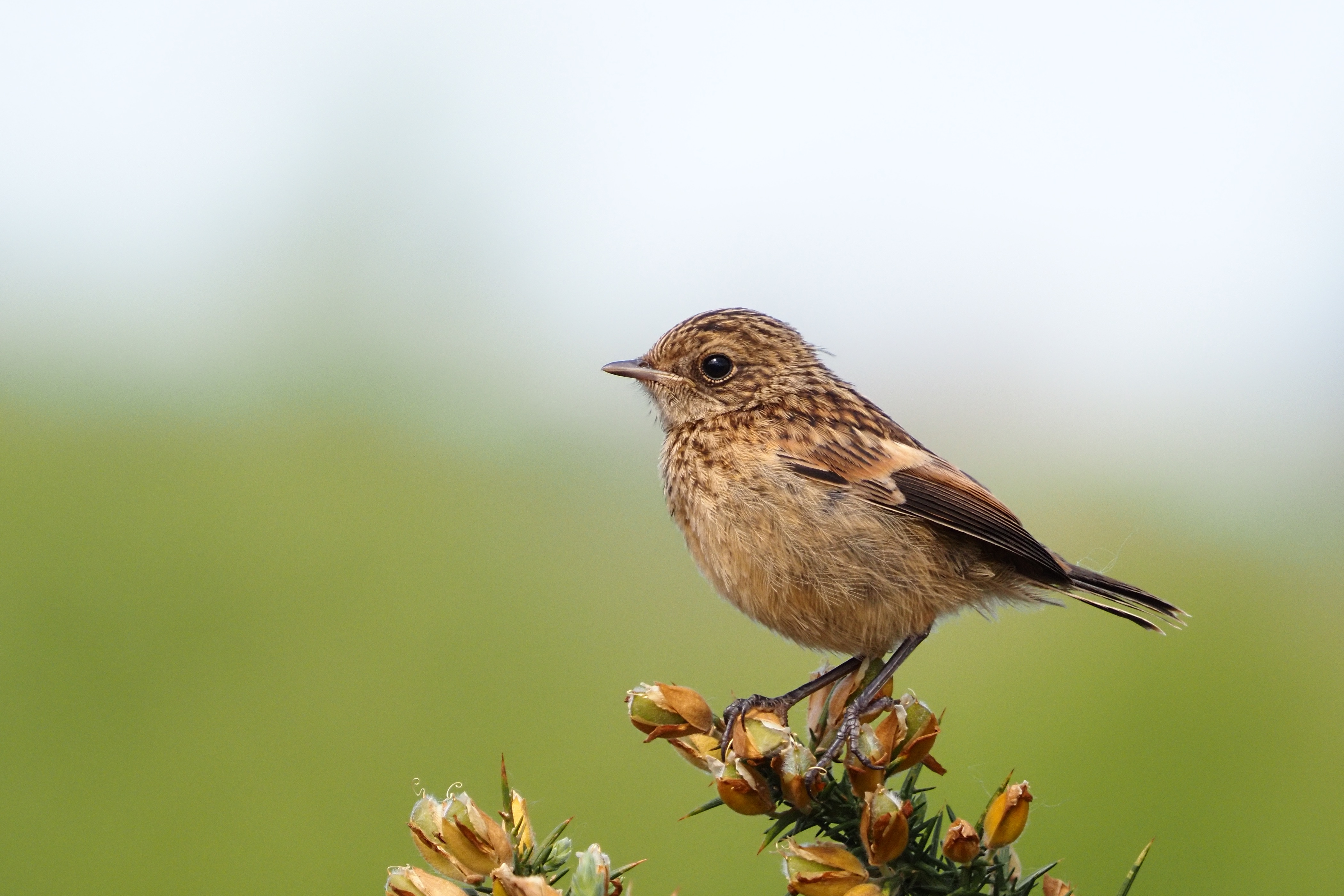
Saxicola rubicola (juvenil)
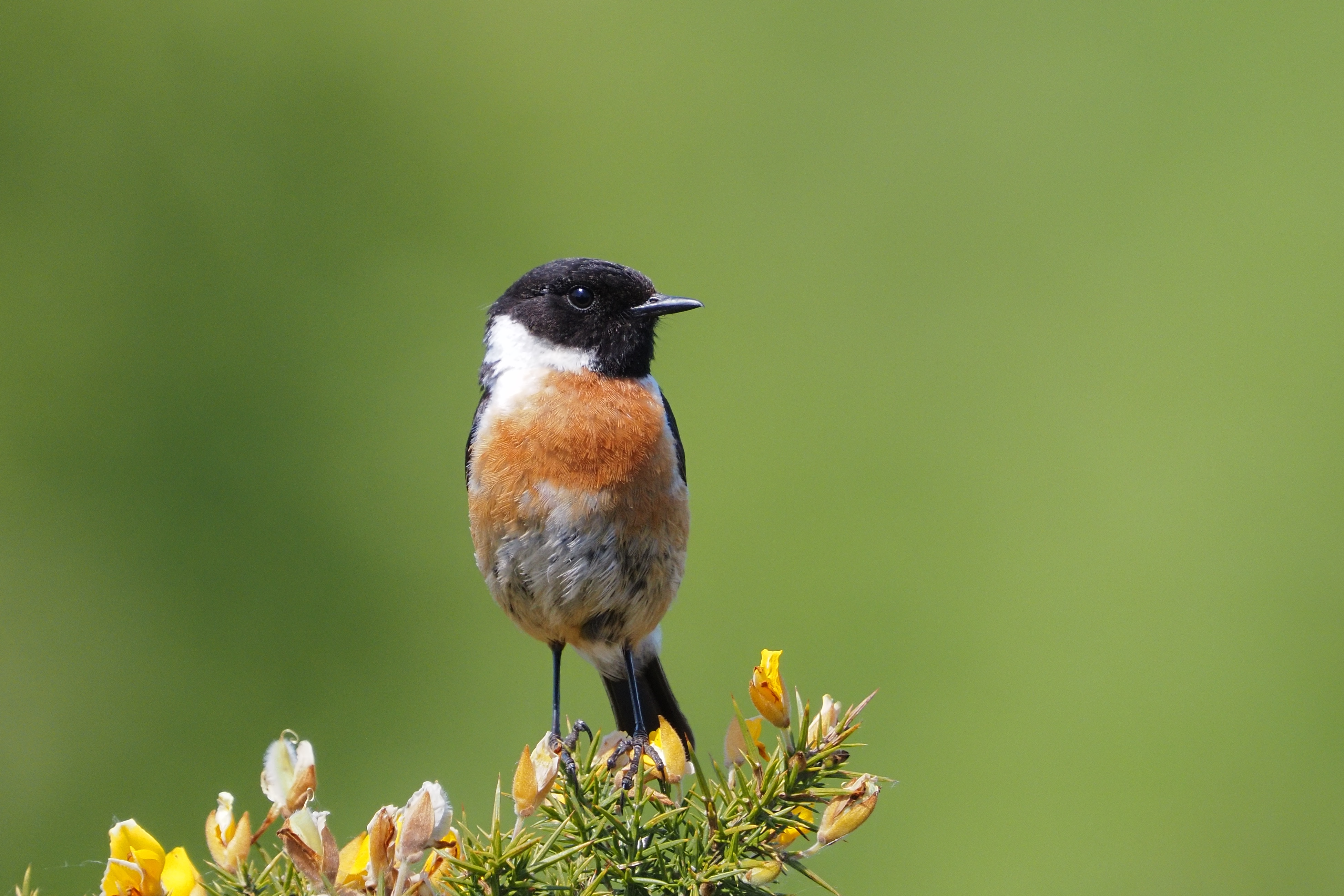
Saxicola rubicola (macho)